# Parada de Maestro Alonso (TRAM Alicante)
Maestro Alonso es una parada del TRAM Metropolitano de Alicante donde presta servicio la línea 2. Está situada en un espacio intermedio de la Vía Parque, en los límites de los barrios Virgen del Carmen, Sidi Ifni-Nou Alacant y Lo Morant-San Nicolás de Bari.

## Localización y características
Se encuentra ubicada en la glorieta que forman las avenidas Pintor Gastón Castelló y Maestro Alonso, desde las que se puede acceder, así como desde la Vía Parque. En esta parada se detienen los tranvías de la línea 2. Dispone de dos andenes y dos vías.

## Líneas y conexiones
| << Cabecera | < Estación | Línea | Estación >             | Cabecera >>             |
| ----------- | ---------- | ----- | ---------------------- | ----------------------- |
| Luceros     | Hospital   |       | Pintor Gastón Castelló | Sant Vicent del Raspeig |